# بختاكور (خطيرجي)
بختاكور هي بلدة في مقاطعة خطيرجي في ولاية نواوي في أوزبكستان.